# Solrossläktet
Solrossläktet (Helianthus) är ett släkte i växtfamiljen korgblommiga växter som omfattar ungefär 60 olika arter och förekommer naturligt i Nordamerika.
Solrossläktets arter är oftast storväxta, ett- eller fleråriga örter. Blommorna är vanligen gula. Stjälkarna är grova, ogrenade, styvhåriga och kan bli mer än tre meter höga. Bladen är stora och med hjärtlik tandad bladskiva. Solrosorna blommar i augusti till september. I Sverige är det vanligt att odla solrosor i trädgårdar.
Kända arter i solrossläktet är bland annat jordärtskocka (H. tuberosus) och solros (H. annuus).

## Dottertaxa till Solrosor, i alfabetisk ordning[1]
- Helianthus agrestis
- Helianthus ambiguus
- Helianthus angustifolius
- Helianthus annuus
- Helianthus anomalus
- Helianthus apricus
- Helianthus argophyllus
- Helianthus arizonensis
- Helianthus atrorubens
- Helianthus bolanderi
- Helianthus brevifolius
- Helianthus californicus
- Helianthus carnosus
- Helianthus ciliaris
- Helianthus cinereus
- Helianthus coloradensis
- Helianthus cusickii
- Helianthus debilis
- Helianthus deserticola
- Helianthus diffusus
- Helianthus dissectifolius
- Helianthus divaricatus
- Helianthus doronicoides
- Helianthus eggertii
- Helianthus exilis
- Helianthus floridanus
- Helianthus giganteus
- Helianthus glaucophyllus
- Helianthus glaucus
- Helianthus gracilentus
- Helianthus grosseserratus
- Helianthus heterophyllus
- Helianthus hirsutus
- Helianthus intermedius
- Helianthus kellermanii
- Helianthus laciniatus
- Helianthus laetiflorus
- Helianthus laevigatus
- Helianthus lenticularis
- Helianthus longifolius
- Helianthus luxurians
- Helianthus maximiliani
- Helianthus microcephalus
- Helianthus mollis
- Helianthus multiflorus
- Helianthus navarri
- Helianthus neglectus
- Helianthus nitidus
- Helianthus niveus
- Helianthus nuttallii
- Helianthus occidentalis
- Helianthus orgyaloides
- Helianthus paradoxus
- Helianthus parviflorus
- Helianthus pauciflorus
- Helianthus petiolaris
- Helianthus porteri
- Helianthus praecox
- Helianthus praetermissus
- Helianthus pumilus
- Helianthus radula
- Helianthus resinosus
- Helianthus salicifolius
- Helianthus scaberrimus
- Helianthus schweinitzii
- Helianthus silphioides
- Helianthus simulans
- Helianthus smithii
- Helianthus strumosus
- Helianthus subcanescens
- Helianthus subtuberosus
- Helianthus tuberosus
- Helianthus verticillatus